# Československá hokejová reprezentace v sezóně 1963/1964
Československá hokejová reprezentace v sezóně 1963/1964 sehrála celkem 22 zápasů.

## Přehled mezistátních zápasů
| Pořadí | Datum             | Soupeř    | Výsledek             | Soutěž                    | Místo utkání |
| ------ | ----------------- | --------- | -------------------- | ------------------------- | ------------ |
| 366.   | 18. prosince 1963 | Kanada    | 2:3 (1:1, 1:2, 0:0)  | přátelsky                 | Victoria     |
| 367.   | 22. prosince 1963 | Kanada    | 3:1 (1:0, 2:0, 0:1)  | přátelsky                 | Vancouver    |
| 368.   | 30. prosince 1963 | USA       | 4:6 (1:3, 0:2, 3:1)  | přátelsky                 | Chicago      |
| 369.   | 4. ledna 1964     | Kanada    | 0:4 (0:1, 0:0, 0:3)  | Turnaj tří 1964           | Sudbury      |
| 370.   | 5. ledna 1964     | Švédsko   | 8:5 (2:2, 3:1, 3:2)  | Turnaj tří 1964           | Toronto      |
| 371.   | 20. ledna 1964    | Kanada    | 6:0 (2:0, 2:0, 2:0)  | přátelsky                 | Brno         |
| 372.   | 24. ledna 1964    | Rakousko  | 9:2 (2:1, 1:1, 6:0)  | přátelsky                 | Innsbruck    |
| 373.   | 28. ledna 1964    | Japonsko  | 17:2 (8:0, 3:2, 6:0) | Zimní olympijské hry 1964 | Innsbruck    |
| 374.   | 29. ledna 1964    | SRN       | 11:1 (3:0, 4:0, 4:1) | Zimní olympijské hry 1964 | Innsbruck    |
| 375.   | 31. ledna 1964    | SSSR      | 5:7 (0:4, 3:1, 2:2)  | Zimní olympijské hry 1964 | Innsbruck    |
| 376.   | 1. února 1964     | Finsko    | 4:0 (1:0, 2:0, 2:0)  | Zimní olympijské hry 1964 | Innsbruck    |
| 377.   | 4. února 1964     | Švýcarsko | 5:1 (0:1, 2:0, 3:0)  | Zimní olympijské hry 1964 | Innsbruck    |
| 378.   | 5. února 1964     | USA       | 7:1 (0:0, 2:0, 5:1)  | Zimní olympijské hry 1964 | Innsbruck    |
| 379.   | 7. února 1964     | Kanada    | 3:1 (0:0, 0:1, 3:0)  | Zimní olympijské hry 1964 | Innsbruck    |
| 380.   | 8. února 1964     | Švédsko   | 3:8 (1:3, 1:3, 1:2)  | Zimní olympijské hry 1964 | Innsbruck    |

## Bilance sezóny 1963/64
| Soupeř    | Zápasy | Výhry | Remízy | Prohry | Skóre |
| --------- | ------ | ----- | ------ | ------ | ----- |
| Finsko    | 1      | 1     | 0      | 0      | 4:0   |
| Japonsko  | 1      | 1     | 0      | 0      | 17:2  |
| Kanada    | 5      | 3     | 0      | 2      | 14:9  |
| Rakousko  | 1      | 1     | 0      | 0      | 9:2   |
| SRN       | 1      | 1     | 0      | 0      | 11:1  |
| SSSR      | 1      | 0     | 0      | 1      | 5:7   |
| Švédsko   | 2      | 1     | 0      | 1      | 11:13 |
| Švýcarsko | 1      | 1     | 0      | 0      | 5:2   |
| USA       | 2      | 2     | 0      | 0      | 11:7  |
| Celkem    | 15     | 11    | 0      | 4      | 87:43 |

## Další zápasy reprezentace
| Datum             | Soupeř                | Výsledek            | Soutěž                      | Místo utkání |
| 17. prosince 1963 | výběr Jižní Alberty   | 7:4 (1:1, 1:2, 5:1) | přátelsky                   | Calgary      |
| 20. prosince 1963 | Trail Smoke Eaters    | 1:4 (0:0, 1:1, 0:3) | přátelsky                   | Trail        |
| 23. prosince 1963 | Edmonton Oil Kings    | 5:4 (1:0, 1:2, 3:2) | přátelsky                   | Edmonton     |
| 26. prosince 1963 | Winnipeg Maroons      | 5:5 (2:1, 1:2, 2:2) | přátelsky                   | Winnipeg     |
| 27. prosince 1963 | Saskatoon Quakers     | 2:2 (0:0, 2:2, 0:0) | přátelsky                   | Saskatoon    |
| 28. prosince 1963 | junioři Saskatchewanu | 4:4 (1:0, 2:1, 1:3) | přátelsky                   | Regina       |
| 2. ledna 1964     | Montagnards Ottawa    | 6:2 (3:1, 2:1, 1:0) | přátelsky                   | Ottawa       |
| 8. března 1964    | Winnipeg Maroons      | 5:4 (1:0, 1:2, 3:2) | přátelsky                   | Edmonton     |
| 9. března 1964    | Winnipeg Maroons      | 5:5 (2:1, 1:2, 2:2) | přátelsky                   | Winnipeg     |
| 14. března 1964   | Winnipeg Maroons      | 6:3 (3:1, 1:1, 2:1) | Pohár Ženevského autosalonu | Ženeva       |
| 15. března 1964   | Evropští Kanaďané     | 2:5 (1:1, 1:2, 0:2) | Pohár Ženevského autosalonu | Ženeva       |
| 17. března 1964   | Chimik Voskresensk    | 1:2 (0:0, 0:0, 1:2) | Pohár Ženevského autosalonu | Ženeva       |

## Přátelské mezistátní zápasy
Československo –  Kanada 2:3 (1:1, 1:2, 0:0)
18. prosince 1963 - Victoria

Branky Československa: 17:17 Josef Cvach (Jozef Golonka, Rudolf Potsch), 20:42 Jozef Golonka.

Branky Kanady: 11:58 Al McLean (Jack Wilson, George Swarbrick), 23:34 Ray Cadieux (Roger Bourbonnais, Hank Akervall), 37:13 Al McLean (Marshall Johnston, Paul Conlin).

Rozhodčí: Doug Christman (CAN), Bob Kemp (CAN)

Vyloučení: 6:5
ČSSR: Vladimír Dzurilla - František Gregor, František Tikal, Rudolf Potsch, Stanislav Sventek - Vlastimil Bubník, Jiří Holík, Miroslav Vlach - Stanislav Prýl, František Vaněk, Josef Černý - Jiří Dolana, Jozef Golonka, Josef Cvach - Jan Klapáč.
Kanada: Ken Broderick – Terry O'Malley, Don Rodgers, Barry McKenzie, Ross Morrison, Hank Akervall, Jack Wilson – Roger Bourbonnais, Gary Dineen, Marshall Johnston – Paul Conlin, George Swarbrick, Bob Forhan – Gary Begg, Terry Clancy, Al McLean – Ray Cadieux, Dave Merrifield, Micky McDowell – Brian Conacher.
 Československo –  Kanada 3:1 (1:0, 2:0, 0:1)
22. prosince 1963 - Vancouver

Branky Československa: 11:04 Josef Černý (Stanislav Sventek), 34:36 Jiří Dolana, 39:16 Jaroslav Walter.

Branky Kanady: 54:39 Al McLean.

Rozhodčí: Doug Christman (CAN), Bob Kemp (CAN)

Vyloučení: 6:5
ČSSR: Vladimír Dzurilla - Rudolf Potsch, Stanislav Sventek, František Gregor, František Tikal - Vlastimil Bubník, Jaroslav Walter, Miroslav Vlach - Jiří Dolana, Jozef Golonka, Josef Cvach - Stanislav Prýl, Jiří Holík (František Vaněk), Josef Černý.
Kanada: Ken Broderick - Terry O'Malley, Don Rodgers, Barry McKenzie, Ross Morrison, Hank Akervall, Jack Wilson - Roger Bourbonnais, Marshall Johnston, Paul Conlin - George Swarbrick, Brian Conacher, Bob Forhan – Gary Begg, Terry Clancy, Al McLean – Ray Cadieux, Dave Merrifield.
 Československo -  USA 4:6 (1:3, 0:2, 3:1)
30. prosince 1963 – Chicago

Branky Československa: 19. Miroslav Vlach (Vlastimil Bubník), 41:43 Miroslav Vlach, 47:17 Jiří Holík (Josef Černý), 49:59 Jiří Holík (Josef Černý, František Tikal).

Branky USA: 1:33 William Christian (Thomas Martin, Frank Reichart), 9:14 Gary Schmalzbauer (David Brooks), 18. Thomas Martin (Roger Christian), 21:30 Paul Johnson (Herb Brooks, Paul Coppo), 26:38 Dates Fryberger, 53:58 Frank Reichard (Donald Ross, William Christian).

Rozhodčí: Bill Cleary (USA), Railly (USA)

Vyloučení: 5:5
ČSSR: Vladimír Nadrchal (27. Vladimír Dzurilla) - Jozef Čapla, František Tikal, Rudolf Potsch, Stanislav Sventek - Vlastimil Bubník, Jaroslav Walter, Miroslav Vlach - Jiří Dolana, Jozef Golonka, Josef Cvach - Stanislav Prýl, František Vaněk (21. Jiří Holík), Josef Černý.
USA: Pat Rupp - Thomas Martin, Jake McCoy, Wayne Meredith, James Westby, Donald Ross - William Christian, Frank Reichart, Roger Christian - David Brooks, Daniel Dilworth, Dates Fryberger - Herb Brooks, Paul Johnson, Paul Coppo - Gary Schmalzbauer
 Československo –  Kanada 6:0 (2:0, 2:0, 2:0)
20. ledna 1964 – Brno

Branky Československa: 13. Rudolf Potsch, 20. Josef Černý, 28. Jaroslav Jiřík, 39. Jaroslav Walter, 46. Jozef Golonka, 47. Jan Hrbatý.

Rozhodčí: Hans-Rudolf Braun (SUI), Vladimir Kuzněcov (URS)
ČSSR: Vladimír Nadrchal – Rudolf Potsch, Stanislav Sventek, František Tikal, František Gregor – Jan Klapáč, Jozef Golonka, Jaroslav Jiřík – Jiří Dolana (Jan Hrbatý), Jaroslav Walter, Miroslav Vlach – Stanislav Prýl (Jan Hrbatý), Jiří Holík, Josef Černý.
Kanada: Ken Broderick – Hank Akervall, Terry O'Malley, Barry McKenzie, Ross Morrison – George Swarbrick, Gary Dineen, Marshall Johnston – Bob Forhan, Gary Begg, Paul Conlin - Ray Cadieux, Roger Bourbonnais, Brian Conacher.
 Československo –  Rakousko 9:2 (2:1, 1:1, 6:0)
24. ledna 1964 – Innsbruck

Branky Československa: 2. Miroslav Vlach, 2. František Tikal, 35. Jozef Golonka, 46. Josef Černý, 46. Jozef Golonka, 49. Jaroslav Walter, 51. Jaroslav Jiřík, 53. Miroslav Vlach, 56. Josef Černý.

Branky Rakouska: 6. Adelbert St. John, 30. Christian Kirchberger.

Rozhodčí: Eberhard Grillmayer (AUT), Luhnert (AUT)
ČSSR: Vladimír Dzurilla – Rudolf Potsch, Stanislav Sventek, František Tikal (Ladislav Šmíd), František Gregor – Jan Klapáč(Jiří Dolana), Jozef Golonka, Jaroslav Jiřík – Vlastimil Bubník, Jaroslav Walter, Miroslav Vlach – Stanislav Prýl, Jiří Holík, Josef Černý.
Rakousko: Alfred Püls - Adolf Bachura, Walter Znenalik, Hermann Knoll, Tassilo Neuwirth - Gustav Tischer, Christian Kirchberger, Adelbert St. John -  Horst Kalt, Josef Puschnig, Erich Romauch - Fritz Spielmann, Fritz Wechselberger, Erich Winkler - Horst Kakl.

## Další zápasy reprezentace
Československo -  výběr Jižní Alberty  7:4 (1:1, 1:2, 5:1)
17. prosince 1963 – Calgary

Branky Československa: 0:1 12. Josef Černý, 3:2 34. Václav Nedomanský, 3:3 43. Josef Černý, 4:4 48. Jiří Holík, 4:5 51. Josef Černý, 4:6 52. Josef Cvach, 4:7 60. Miroslav Vlach.

Branky výběru Jižní Alberty 1:1 20. Maxwell, 2:1 24. Carothers, 3:1 27. Hiks, 4:3 44. Brooks.
ČSSR: Vladimír Nadrchal – František Gregor, František Tikal, Jozef Čapla, Ladislav Šmíd – Vlastimil Bubník, Jaroslav Walter (Jiří Holík), Miroslav Vlach – Stanislav Prýl, František Vaněk, Josef Černý – Jan Klapáč, Václav Nedomanský, Josef Cvach.
výběr Jižní Alberty: Watson – Plante, Syverson, Burton, Bassarab – Gardner, Maxwell, Howden – Link, Thiemann, Schmautz – Lorne Brooks, Winchester, Warren Hicks – Ron Carrothers.
 Československo -  Trail Smoke Eaters  1:4 (0:0, 1:1, 0:3)
20. prosince 1963 (20:30) – Trail

Branky Československa: 1:1 37. Jiří Dolana, 

Branky Trail Smoke Eaters: 1:0 27. Norm Lenardon, 2:1 44. John McIntyre, 3:1 45. McTeer, 57. Lilley.

Rozhodčí: Sanmartino (CAN), H. Smith (CAN)
ČSSR: Vladimír Nadrchal – Rudolf Potsch, Stanislav Sventek, Jozef Čapla, Ladislav Šmíd - Stanislav Prýl, František Vaněk, Josef Černý – Jiří Dolana, Jozef Golonka, Josef Cvach (21. Vlastimil Bubník) – Jan Klapáč, Václav Nedomanský, Jiří Holík.
Trail Smoke Eaters: Seth Martin – Hodges, George Ferguson, Malacko, Harry Smith – McTeer, Walter Peacosh, Lilley – Norm Lenardon, Harold Jones, John McIntyre – Hockley, Rusnell, Kromm. 
 Československo -  Edmonton Oil Kings  5:4 (1:0, 1:2, 3:2)
23. prosince 1963 – Edmonton

Branky a nahrávky Československa: 0:1 12:27 František Gregor (Vlastimil Bubník), 1:2 34:49 František Tikal, 3:3 45:07 Stanislav Prýl, 3:4. 47:29 Jaroslav Walter (Vlastimil Bubník), 3:5 49:46 Jan Klapáč (Miroslav Vlach). 

Branky a nahrávky Edmontonu Oil Kings: 1:1 21:43 Fox (Sather, Paul), 2:2 35:50 Longmuir (Pilling, Taschuk), 3:2 45:00 Falkenberk (Paul, Sather), 4:5 57:56 Rocheford (Taschuk).

Rozhodčí: Breault (CAN), van Deelen (CAN)
ČSSR: Vladimír Nadrchal – František Tikal, František Gregor (41. Stanislav Sventek), Jozef Čapla, Ladislav Šmíd – Vlastimil Bubník, Jaroslav Walter, Miroslav Vlach - Stanislav Prýl, František Vaněk, Josef Černý – Jan Klapáč, Václav Nedomanský, Jiří Holík – Jozef Golonka.
Edmonton Oil Kings: Bend – Barber, Hamilton, Graham, Marshall – Longmuir, Paul, Pilling, Rocheford, Sather, Anderson, Tomalty, Falkenberg, Fox, Taschuk, Shires.
 Československo -  Winnipeg Maroons  5:5 (2:1, 1:2, 2:2)
26. prosince 1963 – Winnipeg

Branky a nahrávky Československa: 0:1 0:14 Miroslav Vlach (Vlastimil Bubník, Jaroslav Walter), 0:2 5:57 Jozef Golonka (Vlastimil Bubník, Rudolf Potsch), 3:3 39:54 Josef Černý (Stanislav Prýl), 5:4 58:54 Jiří Dolana (Jozef Golonka, Stanislav Sventek), 5:5 59:55 Jozef Golonka (František Tikal).

Branky Winnipegu Maroons: 1:2 18:30 Chorley (Kukulowicz, Parke), 2:2 24:52 Dunsmore (Marshall), 3:2 34:01 Lumsden (Mackenzie, Russell), 4:3 45:28 Kukulowicz (Parke), 5:3 51:38 Chorley (Parke, Kukulowicz). 

Rozhodčí: Vic Lindquist (CAN), Al Paradice (CAN)
ČSSR: Vladimír Dzurilla – Jozef Čapla, František Tikal, Rudolf Potsch, Stanislav Sventek - Vlastimil Bubník, Jaroslav Walter, Miroslav Vlach - Stanislav Prýl, František Vaněk, Josef Černý – Jiří Dolana, Jozef Golonka, Josef Cvach.
Winnipeg Maroons: Don Collins – Summers, Grebinski, Bloomer, Bill Johnson, Marshall – Fred Dunsmore, Al. Johnson, Abbott – Chuck Lumsden, Russell, Mackenzie – Chorley, Aggie Kukulowicz, Parke – Castelane, Johal.
 Československo -  Saskatoon Quakers  2:2 (0:0, 2:2, 0:0)
27. prosince 1963 – Saskatoon

Branky a nahrávky Československa: 0:1 27:16. Rudolf Potsch, 2:2 39:24 Jan Klapáč (Jiří Holík).

Branky a nahrávky Saskatoonu Quakers: 1:1 33:14 Dunsmore (Abbott), 2:1 18:45 Linsay (Rendall).
ČSSR: Vladimír Nadrchal – František Gregor (21. František Tikal), Ladislav Šmíd, Rudolf Potsch, Stanislav Sventek – Stanislav Prýl, Jaroslav Walter, Josef Černý – Jiří Dolana, Jozef Golonka, Josef Cvach – Jan Klapáč, Václav Nedomanský, Jiří Holík.
Saskatoon Quakers: Cambell – Hunchuk, McImon, Balon, Davis – Jeffrey, Kuzma, Lindsay – Esch, McLeod, Rendall – Abbott, Dunsmore, Johnson.
 Československo -  junioři Saskatchewanu   4:4 (1:0, 2:1, 1:3)
28. prosince 1963 – Regina

Branky a nahrávky Československa: 0:1 17:29 Vlastimil Bubník, 0:2 28:18 Vlastimil Bubník (Václav Nedomanský, Miroslav Vlach), 0:3 33:41 Jan Klapáč (Rudolf Potsch), 4:3 54:41 Jozef Golonka. 

Branky a nahrávky juniorů Saskatchewanu: 1:3 37:42 Huck (Gross, Black), 2:3 53:36 Huck, 3:3 54:12 Huck (Meier), 4:4 56. 55:51 Black (Huck, Gross).

Rozhodčí: Yarnton (CAN), Schneider (CAN)
ČSSR: Vladimír Dzurilla – František Tikal, Ladislav Šmíd, Rudolf Potsch, Stanislav Sventek – Vlastimil Bubník, Jaroslav Walter, Miroslav Vlach - Jiří Dolana, Jozef Golonka, Josef Cvach – Jan Klapáč, Václav Nedomanský, Jiří Holík.
junioři Saskatchewanu: Doll (29. Holland) – Piper, Simpson, Butt, Meier, Carruthers – Smith, Huck, Black, Bohm, Krake, Gross, Bellerive, Schmautz, Schall, Mickey.
 Československo -  Montagnards Ottawa  6:2 (3:1. 2:1, 1:0)	
2. ledna 1964 - Ottawa

Branky a nahrávky Československa: 1:1 4. Vlastimil Bubník (Jaroslav Walter), 1:2 10. Vlastimil Bubník (Miroslav Vlach), 1:3 15. vlastní, 1:4 29. Stanislav Prýl, 2:5 37. Václav Nedomanský (Jan Klapáč), 2:6 41. Miroslav Vlach.

Branky Montagnards Ottawa: 1:0 4. Anderson, 2:4 29. Larkin, 

Vyloučení: 4:9
ČSSR: Vladimír Dzurilla – Rudolf Potsch, Stanislav Sventek, Jozef Čapla, Ladislav Šmíd (František Gregor) - Vlastimil Bubník, Jaroslav Walter, Miroslav Vlach – Stanislav Prýl, František Vaněk, Josef Černý - Jan Klapáč, Václav Nedomanský, Jiří Holík.
Montagnards Ottawa: Mongeon – Laramee, Morris, Anderson, Brophy – Charron, Anderson, Crawford – Fitzpatrick, Despar, Larkin – Chiarelli, Beauregard, Still – Watson, Matheson.
 Československo -  Winnipeg Maroons  3:1 (0:0. 2:0, 1:1)	
8. března 1964 - Hodonín

Branky a nahrávky Československa: 2x Jaroslav Jiřík, Jiří Dolana.

Branky Winnipeg Maroons: Ron Farnfield.

Rozhodčí: Karel Svítil (TCH), Otto Czerný (TCH)

Vyloučení: 1:6 (1:0)
ČSSR: Vladimír Dzurilla – František Tikal, Karel Masopust, Ladislav Šmíd, Jaromír Meixner, Jan Suchý - Jiří Dolana, Václav Nedomanský, Jaroslav Jiřík - Jan Klapáč,  Jiří Holík, Josef Černý - Jan Hrbatý, Luděk Bukač, Josef Cvach.
Winnipeg Maroons: Don Collins - Al Johnson, Bernie Grebinsky, Tom Marshall, Dovies, Sheldon Bloomer, Danny Summers - Ron Farnfield, Jim MacKenzie, Chuck Lumsden - Ross Parke, Aggie Kukulowicz, Elliot Chorley - Murray Couch, John Russell, Lou Joyal.
 Československo -  Winnipeg Maroons  5:5 (2:1. 2:1, 1:3)	
9. března 1964 - Olomouc

Branky a nahrávky Československa: 1:0 3. Václav Nedomanský, 2:1 Jaroslav Jiřík, 3:1 Jaromír Meixner, 4:1 Jan Suchý, Josef Černý.

Branky Winnipeg Maroons: Aggie Kukulowicz, Al Johnson, Ron Farnfield, Ross Parke, 5:5 57. Jim MacKenzie.

Rozhodčí: Quido Adamec (TCH), Oldřich Bártík (TCH)

Vyloučení: 1:3
ČSSR:  Vladimír Nadrchal – František Tikal, Jan Suchý, Ladislav Šmíd, Jaromír Meixner - Jiří Dolana, Václav Nedomanský, Jaroslav Jiřík - Jan Klapáč,  Jiří Holík, Josef Černý - Jan Hrbatý, Luděk Bukač, Josef Cvach.
Winnipeg Maroons: Don Collins - Al Johnson, Bernie Grebinsky, Tom Marshall, Dovies, Sheldon Bloomer, Danny Summers - Ron Farnfield, Jim MacKenzie, Chuck Lumsden - Ross Parke, Aggie Kukulowicz, Elliot Chorley - Murray Couch, John Russell, Lou Joyal.